# Mirtha Reid
Mirtha Reid (Uruguay; 29 de diciembre de 1918 - Ituzaingó, Gran Buenos Aires, Argentina; 30 de septiembre de 1981) fue una actriz de cine y teatro uruguaya que hizo su carrera en Argentina. Fue la esposa del actor Mario Passano.

## Carrera
Formada desde muy joven en el teatro uruguayo, Reid fue una destacada actriz con una amplia trayectoria en cine durante la época de oro del cine argentino. Brillo junto a aclamados actores de la escena nacional como Pepe Arias, Ernesto Raquén, Amelia Bence, Angelina Pagano, Zully Moreno, Alita Román, Sebastián Chiola, entre muchos otros.
Si bien se inició en Uruguay con el film Soltero soy feliz, junto a Carlos Warren, Ramón Collazo, Amanda Ledesma y Alberto Vila, en Argentina comienza actuando con el nombre artístico de Myrtha Rey  en el film  El haragán de la familia en 1940.
En teatro integra la Compañía teatral de Antonia Herrero y  Sebastián Chiola, junto con Rafael Frontaura, Enrique Roldán, Nélida Bilbao, Osvaldo Miranda y Bertha Moss. También actuó en una obra en Montevideo, en el Teatro Versailles con la Compañía Mecha Ortiz - Ricardo Passano (h), con Pedro Hurtado, Antonia Herrero y Paquita Muñoz. En 1944 actúa en La cruz en la sangre, junto con Manuel Collado, Josefina Díaz de Artigas, Maurice Jouvet, Amalia Sánchez Ariño y Amparo Astort. En estuvo en La barca sin pescador.
Pasada la década del '40 se retiró para dedicarse a la crianza de sus cuatro hijos.

## Filmografía
- 1938: Soltero soy feliz
- 1940: El haragán de la familia
- 1940: De México llegó el amor
- 1943: Llegó la niña Ramona
- 1943: Casa de muñecas
- 1943: Cuando florezca el naranjo[4]